# Lehtmetsa (Muhu)
Lehtmetsa – wieś w Estonii, w prowincji Sarema, w gminie Muhu.